# Leo Mogus
Leo John Mogus (Youngstown, 13 aprile 1921 – Los Angeles, 31 maggio 1971) è stato un cestista statunitense, professionista nella NBL, nella BAA, nella NBA e nella ABL.

## Palmarès
- Campione ABL (1952)